# کلبر لوبه پینیرو
کلبر لوبه پینیرو (پرتغالی: Kléber Laube Pinheiro؛ زادهٔ ۲ مهٔ ۱۹۹۰) که به صورت ساده با نام کلبر شناخته می‌شود، بازیکن فوتبال اهل برزیل است.

## باشگاهی
از باشگاه‌هایی که در آن بازی کرده‌است می‌توان به اتلتیکو مینیرو، ماریتیمو، پورتو، پالمیراس، اشتوریل، بیجینگ گوان، جف یونایتد چیبا و یوکوهاما اف‌سی اشاره کرد.

## تیم ملی
کلبر در ۱۰ نوامبر ۲۰۱۱ نخستین بازی‌اش را برای تیم ملی فوتبال برزیل برابر گابن انجام داد.